# Toleranz-Paradoxon
Das Toleranz-Paradoxon beschreibt den Vorgang, dass eine tolerante Gesellschaft aufgrund ihrer Toleranz intoleranten Kräften erlaubt oder ermöglicht, die eigene Toleranz einzuschränken oder abzuschaffen. Dies sei paradox, weil die Toleranz so gegen sich selbst gerichtet würde.

## Inhalt
Der Philosoph Karl Popper beschrieb das Paradoxon zuerst 1945 in seinem Buch Die offene Gesellschaft und ihre Feinde, Band 1.
Als intolerant definierte Popper einen Menschen oder eine Gruppe nach folgenden Eigenschaften:
1. Verweigerung eines rationalen Diskurses.
2. Aufruf zur und Anwendung von Gewalt gegen Andersdenkende und Anhänger anderer Ideologien.

Bei intoleranten Menschen unterschied Popper zwei Kategorien:
1. Intoleranz des ersten Grades: intolerant gegenüber den Sitten und Gebräuchen eines Menschen, weil sie fremd sind.
2. Intoleranz des zweiten Grades: intolerant gegenüber den Sitten und Gebräuchen eines Menschen, weil diese intolerant und gefährlich sind.

Eine universelle Toleranz lehnte Popper daher ab:

„Weniger bekannt ist das Paradoxon der Toleranz: Uneingeschränkte Toleranz führt mit Notwendigkeit zum Verschwinden der Toleranz. Denn wenn wir die uneingeschränkte Toleranz sogar auf die Intoleranten ausdehnen, wenn wir nicht bereit sind, eine tolerante Gesellschaftsordnung gegen die Angriffe der Intoleranz zu verteidigen, dann werden die Toleranten vernichtet werden und die Toleranz mit ihnen.“

Da wir als Menschen jedoch nicht fähig seien, die wahren Motive unserer Gegenüber zu kennen, stelle sich nun ein fundamentales, unauflösbares Problem: Einem Außenstehenden sei es schwer möglich zu unterscheiden, ob ein Mensch, der sich intolerant äußert, zum ersten oder zweiten Grad gehört.
Die Anwendung von Intoleranz im Namen der Toleranz sollte entsprechend vorsichtig und nur als Ultima Ratio stattfinden.

„Damit möchte ich nicht sagen, dass wir z. B. intolerante Philosophien auf jeden Fall gewaltsam unterdrücken sollten; solange wir ihnen durch rationale Argumente beikommen können und solange wir sie durch die öffentliche Meinung in Schranken halten können, wäre ihre Unterdrückung sicher höchst unvernünftig. Aber wir sollten für uns das Recht in Anspruch nehmen, sie, wenn nötig, mit Gewalt zu unterdrücken, denn es kann sich leicht herausstellen, dass ihre Vertreter nicht bereit sind, mit uns auf der Ebene rationaler Diskussion zusammenzutreffen, und beginnen, das Argumentieren als solches zu verwerfen; sie können ihren Anhängern verbieten, auf rationale Argumente – die sie ein Täuschungsmanöver nennen – zu hören, und sie werden ihnen vielleicht den Rat geben, Argumente mit Fäusten und Pistolen zu beantworten.
Wir sollten daher im Namen der Toleranz das Recht für uns in Anspruch nehmen, die Unduldsamen nicht zu dulden. Wir sollten geltend machen, dass sich jede Bewegung, die die Intoleranz predigt, außerhalb des Gesetzes stellt, und wir sollten eine Aufforderung zur Intoleranz und Verfolgung als ebenso verbrecherisch behandeln wie eine Aufforderung zum Mord, zum Raub oder zur Wiedereinführung des Sklavenhandels.“